# حبيب أبو شهلا
حبيب سليم أبو شهلا (1902-1957)، سياسي لبناني يحمل الدكتوراه في الحقوق، وأحد رجال الاستقلال في لبنان، كان رئيساً لمجلس النواب اللبناني (1946-1947)، وعضوًا فيه لعدة دورات . تولى منصب نائب رئيس الوزراء في حكومتي رياض الصلح الأولى والثانية (1943-1945) وكان وزيرا للتربية الوطنية ووزيرا للعدلية في نفس الحكومة.

## نشأته
ولد في بيروت في العام 1902، ودرس في مدارسها، ثم درس الحقوق في الجامعة الأمريكية في بيروت، وبعدها انتقل إلى فرنسا ونال الدكتوراه من جامعة السوربون في العام 1924.

## في المجلس النيابي اللبناني
- ترأس المجلس النيابي في الفترة ما بين 22 أكتوبر 1946 حتى 7 ابريل 1947.
- انتخب نائبا عن بيروت في الأعوام : 1937 ، 1943 ، 1947 ، 1951.

## في الحكومة اللبنانية
- شارك بالحكومة اللبنانية بأكثر من حكومة وحمل أكثر من حقيبة فقد عُيّن وزيراً لأول مرة عام 1937م في حكومات رئيس الوزراء خير الدين الأحدب الأولى والثانية والثالثة والرابعة ، وتكرر تعيينه وزيراً أكثر من مرة بين أعوام 1937-1944م.
- شغل بالوكالة منصب رئيس الجمهوريّة ورئيس الحكومة عام 1943 إبّان فترة إعتقال الفرنسيين لرئيسي الجمهوريّة والحكومة.
- كان نائبا لرئيس مجلس الوزراء ووزيرا للتربية الوطنية ووزيرا للعدلية في الحكومة اللبنانية الأولى برئاسة الرئيس رياض الصلح في عهد الرئيس بشارة الخوري وهي حكومة الاستقلال واستمرت من 25 سبتمبر 1943 إلى 3 يوليو 1944.
- أعيد تعينه نائبا لرئيس مجلس الوزراء ووزيرا للتربية الوطنية ووزيرا للعدلية  من 3 يوليو 1944 إلى 9 يناير 1945 في حكومة الرئيس رياض الصلح الثانية بعهد الرئيس بشارة الخوري.

## وفاته
توفي في بيروت في العام 1957 عازبا.

## وصلات خارجية
- نبذة عن حبيب سليم أبو شهلا في موقع يا بيروت